# Howard Rollins
Howard Ellsworth Rollins Jr. (født 17. oktober 1950, død 8. december 1996) var en amerikansk teater-, film- og tv-skuespiller. Howard Rollins var bedst kendt for sin rolle som Andrew Young i mini-serien King (1978), George Haley i miniserierne Roots: The Next Generations (1979), Coalhouse Walker Jr. i filmen Ragtime (1981), Captain Davenport i filmen Soldier Story (1984) og som Virgil Tibbs i forbrydelsesdramaet I nattens hede.